# M55 SPH
M55 Self-propelled Howitzer – amerykańska haubica samobieżna wprowadzona do uzbrojenia w latach 50. XX wieku.
Podwozie działa M55 było zbudowane z wykorzystaniem podzespołów czołgów M47 i M48. Przebudowa podwozia objęła zmianę kierunku jazdy (przedział silnikowy znajdujący się w czołgu z tyłu znalazł się z przodu działa) i usunięcie koła napinającego. W tylnej części podwozia umieszczono wieżę z haubicą M47 kalibru 203,2 mm. Kąt ostrzału w płaszczyźnie poziomej był równy 60°, w płaszczyźnie pionowej -5° do +65°. Maksymalna donośność ognia wynosiła 16 930 m, a szybkostrzelność 1-1,5 strz./min.
Działo samobieżne M55 zostało przyjęte do uzbrojenia w czerwcu 1952 roku. Jednocześnie do uzbrojenia przyjęto samobieżną armatę M53 SPG kalibru 155 mm różniącą się od M55 wyłącznie zastosowanym działem. Od 1956 armaty M53 SPG US Army były przebudowywane na haubice M55 SPH.